# Stefan Scholz
Stefan Scholz (Berlín Oeste, 23 de septiembre de 1964) es un deportista alemán que compitió en remo. Ganó tres medallas en el Campeonato Mundial de Remo entre los años 1990 y 1993.

## Palmarés internacional
| Representando a la RFA   |                          |                   |                    |
| Campeonato Mundial       |                          |                   |                    |
| Año                      | Lugar                    | Medalla           | Prueba             |
| 1990                     | Tasmania (Australia)     | Medalla de plata  | Cuatro con timonel |
| Representando a Alemania |                          |                   |                    |
| Campeonato Mundial       |                          |                   |                    |
| Año                      | Lugar                    | Medalla           | Prueba             |
| 1991                     | Viena (Austria)          | Medalla de bronce | Cuatro sin timonel |
| 1993                     | Račice (República Checa) | Medalla de oro    | Ocho con timonel   |